# Petiville (Calvados)
Petiville  é uma comuna francesa na região administrativa da Normandia, no departamento de Calvados. Estende-se por uma área de 2,89 km². Em 2010 a comuna tinha 526 habitantes (densidade: 182 hab./km²).